# Россия на «Детском Евровидении — 2012»
Россия участвовала в 2012 году на конкурсе  «Детское Евровидение 2012» в 8-й раз страну представила Валерия Енгалычева под псевдонимом Лерика с песней «Сенсация». Набрав 88 баллов, она заняла 4 место.

## Исполнитель
Валерия Енгалычева родилась 7 апреля 1999 года в чешском городе Оломоуц.
В 2007 году Валерия участвовала в конкурсе «Славянский Базар в Витебске», в 2009 году — в конкурсе «Детская Новая волна», а в 2008 году заняла первое место на конкурсе «Орфей в Италии». В 2011 году Енгалычева заняла шестое место на «Детском Евровидении 2011», когда выступала от Молдавии. 
Окончила школу-студию МХАТ.

## Перед Детским Евровидением

### Национальный отбор
1 марта 2012 года ВГТРК объявило о проведении национального отбора на Детское Евровидение и открыло приём заявок до 1 мая 2012 года. Профессиональное жюри отобрало 20 заявок для участия в финале национального отбора.
Финал национального отбора был назначен 3 июня 2012 года в Зале «Академический». Ведущими отбора стали Оксана Фёдорова и Дмитрий Губерниев.
В жюри вошли:
- Геннадий Гохштейн — продюсер отдела развлекательных программ канала Россия.
- Лариса Рубальская — писательница.
- Геннадий Гладков — российский музыкант.
- Юрий Энтин — автор детских песен.
- Максим Дунаевский - российский композитор.
- Александр Игудин - режиссёр.

В интервал-актах выступили Екатерина Рябова, Бурановские бабушки и Эрик Рапп.
| Исполнитель                   | Песня                 | Баллы (проценты) | Место |
| ----------------------------- | --------------------- | ---------------- | ----- |
| Группа «Сорванцы»             | Идут герои кино       | 8,12             | 5     |
| Лёма Нальгиева                | Моя мечта             | 8,57             | 3     |
| Александра Болдарева          | 1,2,3,4,5 (Про мечту) | 5,88             | 7     |
| Группа «Академия волшебников» | Шаг навстречу солнцу  | 2,72             | 16    |
| Иван Помарков                 | Раз, два, три         | 8,35             | 4     |
| Алиса Сементина               | No Barbie, No Ken     | 3,64             | 11    |
| Лерика                        | Сенсация              | 12,34            | 1     |
| Владлена Богданова            | В двух шагах от мечты | 3,17             | 14    |
| Рената Тазетдинова            | Ангел                 | 4,19             | 9     |
| Иван Смидович                 | Первая любовь         | 2,96             | 14    |
| Группа «Тоника»               | Здравствуй, солнце    | 3,85             | 10    |
| Елизавета Шорохова            | Я найду (свою звезду) | 1,94             | 19    |
| Бон Су Ён                     | Евро, евро            | 3,22             | 12    |
| Евгений Шкунов                | Мама, ты ещё молодая  | 2,59             | 17    |
| Группа «Дельфин»              | Хип-хоп               | 7,23             | 6     |
| Василиса Матвеева             | Странный кот          | 5,58             | 8     |
| Даяна Кириллова               | 5 минут до урока      | 9,04             | 2     |
| Алина Морозова                | Девочка-вредина       | 2,86             | 15    |
| Кристина Кулеш                | Superstar             | 2,37             | 18    |
| Алексей Мушкарёв              | Тебе дарю!            | 1,38             | 20    |

Победу в национальном отборе одержала Лерика с песней «Сенсация». Это единственный случай, когда артист, представлявший одну страну на конкурсе ранее, представляет другую.

## На Детском Евровидении
Телеканал Россия показал финал конкурса в прямом эфире из столицы Нидерландов города Амстердам. Комментатором была Ольга Шелест, а результаты голосования от России объявлял Валентин Садики.
Валерия выступила под 5-м номером после Бельгии и перед Израилем. Она заняла 4-е место с 88 баллами.

## Голосование
| Голоса за российского исполнителя | Голоса за российского исполнителя      |
| --------------------------------- | -------------------------------------- |
| Оценка                            | Страны                                 |
| 12                                | Европейский Вещательный Союз           |
| 10                                | Беларусь, Молдова                      |
| 8                                 | Детское жюри, Бельгия, Армения, Швеция |
| 7                                 |                                        |
| 6                                 | Грузия, Нидерланды, Украина            |
| 5                                 |                                        |
| 4                                 | Израиль                                |
| 3                                 |                                        |
| 2                                 | Азербайджан                            |
| 1                                 |                                        |

| Голоса российских телезрителей | Голоса российских телезрителей |
| ------------------------------ | ------------------------------ |
| Оценка                         | Страна                         |
| 12                             | Украина                        |
| 10                             | Армения                        |
| 8                              | Израиль                        |
| 7                              | Бельгия                        |
| 6                              | Грузия                         |
| 5                              | Швеция                         |
| 4                              | Беларусь                       |
| 3                              | Азербайджан                    |
| 2                              | Молдова                        |
| 1                              | Нидерланды                     |